# Мхитарян, Флора Хачатуровна
Флора Хачатуровна Мхитарян (род. 22 мая 1985) — российская дзюдоистка, чемпионка и призёр чемпионатов России, победительница Всемирных игр военнослужащих в Хайдарабаде в 2007 году, мастер спорта России международного класса. Тренер юношеской сборной России.

## Спортивные результаты
Многократная чемпионка и призёр чемпионатов России среди молодёжи, чемпионка России среди юниоров. Призёр чемпионатов Европы и мира среди юниоров.
- Чемпионат России по дзюдо 2002 года, свыше 78 кг — ;
- Чемпионат России по дзюдо 2005 года, абсолютная категория — ;
- Чемпионат России по дзюдо 2006 года, до 78 кг — ;
- Чемпионат России по дзюдо 2008 года, абсолютная категория — ;
- Чемпионат России по дзюдо 2011 года, до 78 кг — ;